# Arto Salminen
Arto Salminen, född 22 oktober 1959 i Helsingfors, död där 15 november 2005, var en finländsk författare. 
Salminen, som tidvis var verksam som taxichaufför och tidningsutdelare, skrev en svit romaner som belyser ett finländskt samhälle där allt styrs av materiella värden och de svaga individerna alltid förlorar. I hans produktion märks Varasto (1998), Paskateoria (2001), Lahti (2004, belönad med Olvipriset) och Kalavale (2005). Hans stil är ytterst personlig, en blandning av "smutsig" realism och modernism, ofta med utfall mot kulturetablissemangets i hans ögon förlegade värderingar. Hans grundinställning är ett kompromisslöst moraliskt patos. 